# Potter Site
Die Potter Site ist eine archäologische Fundstätte in Randolph in New Hampshire, an der paläoamerikanische Siedlungsspuren dreier Jagd- und Fischfanglager gefunden wurden. Die Stätte ist ein seltenes Beispiel einer ungestörten, nur von einer Kultur genutzten, multifunktionalen Fundstelle. Die Menschen gehörten einer Kultur von Jägern und Sammlern an, die auf ihre Jagdbeute zur Ernährung, Herstellung von Kleidung und Zelten sowie Werkzeugen angewiesen war. Die Lage am Hang ermöglichte es, nach im Tal durchziehenden Karibu-Herden Ausschau zu halten. Ein zeitweise fließender Bach, der unterhalb in ein Sumpfgebiet mündete, bot Wasser- und Pflanzenversorgung. Die gefundenen Lager waren nur zeitweilig bewohnt. Jedes verfügte über eine Unterkunft und eine direkt daneben liegende Stelle, an der Steinwerkzeuge bearbeitet wurden. Drei weitere Tätigkeitsstellen dienten einem noch unbekannten Zweck. Eine weitere Stelle diente der Herstellung hölzerner Gegenstände. Die Lager wurden etwa zwischen 12.500 und 10.500 Before Present genutzt. Der Großteil der Funde besteht aus Überresten, die beim Zuschlagen von Steinwerkzeugen entstehen. Anhand derer wurden Jagdwaffen und  Werkzeuge zur Holz- und Hautbearbeitung, zum Schlachten und allgemein zum Schneiden und Schaben hergestellt. Die gefundenen Pfeilspitzen entsprechen den an anderen Fundorten gefundenen Abschlägen, sie entsprechen dem Michaud/Neponset–Typus. Der verwendete Stein stammt nur zum Teil aus der unmittelbaren Umgebung. Gefunden wurden Rhyolith vom Mount Jasper in Berlin nördlich von Randolph, Material vom Israel River Fundkomplex in Jefferson, zu dem es kulturelle Ähnlichkeiten gibt, und Munsungun Chert aus dem Gebiet des Munsungan Lake im Norden von Maine.
Ausgrabungen der Potter Site fanden ab 2003 statt. Das Fundgebiet ist etwa 3,2 Hektar (8 Acre) groß. Um Zerstörungen und Plünderungen zu verhindern, wird die genaue Lage nicht bekannt gegeben.